# Tien-čch’
Tien-čch’ (čínsky pchin-jinem Dīan Chí, znaky 滇池) je jezero v Číně v provincii Jün-nan. Leží v mezihorské kotlině mezi hřbety Jünnanské vysočiny v nadmořské výšce přibližně 1900 m. Má rozlohu okolo 500 km².

## Vodní režim
Z jezera odtéká Pchutu-che, přítok Jang-c’-ťiang. Na jezeře je rozvinutá lodní doprava a rybářství. Poblíž severního břehu se nachází město Kchun-ming.